# Tom Servo
Tom Servo is een personage uit de Amerikaanse sciencefiction/comedy-televisieserie Mystery Science Theater 3000 (MST3K). Tom is een robot, die samen met anderen naar B-films kijkt en deze belachelijk maakt.

## Creatie
Tom werd net als de andere robots gemaakt door Joel Robinson om hem gezelschap te houden. Hij is een van de twee robots die samen met Joel naar de films kijkt.
Servo is gemaakt van verschillende onderdelen die Joel in de satelliet vond. Zijn hoofd is grotendeels gemaakt van een kauwgomballenautomaat. Zijn lichaam bestaat uit een speelgoedspaarpot en motorblok van een speelgoedauto. Servo heeft geen benen. In plaats daarvan gebruikt hij een zogenaamde "hoverskirt" om te blijven zweven en zich zo te verplaatsen. Alleen in de luchtsluis van en naar de filmzaal wordt hij hierin beperkt door de aanwezigheid van een luchtrooster. Daarom moet hij altijd naar de zaal worden gedragen door Joel of Mike. Zijn armen zijn twee kleine witte poppenhanden die niet echt functioneren als armen. Als mond heeft hij een soort snavel onderop zijn kop. Servo heeft geen ogen, maar kan blijkbaar toch zien wat er gebeurd.
Servo’s uiterlijk is in de loop van de serie aangepast. In de pilotaflevering was hij nog een robot genaamd Beeper, die enkel bliepgeluiden kon maken als communicatiemiddel. Enkel Crow was in staat deze geluiden te begrijpen. Tevens was hij helemaal zilverkleurig in de pilot. Rond aflevering K03 werd de naam veranderd in Servo en kreeg hij zijn bekendere uiterlijk.

## Achtergrond
Tijdens de periode dat de show werd uitgezonden op Comedy Central was Tom de meest serieuze van de twee robots. Daarvoor was die rol in handen van Crow T. Robot. Servo dringt er het meest op aan dat hij, Crow en Joel tijdens het kijken van een film even pauze nemen om met de kijker te praten.
Servo’s stem en persoonlijkheid zijn ook veranderd in de loop der jaren. In de eerste afleveringen praatte hij erg langzaam met een piepstem. Tevens was hij in de tussenstukjes immobiel, maar erg actief tijdens de film. In aflevering K06 werd over gegaan op een lagere stem. Zijn persoonlijkheid werd veranderd naar meer sarcastisch, met een licht superioriteitscomplex. Toen na seizoen 1 Kevin Murphy de stem van Servo ging doen, ontwikkelde hij zijn eigen versie van hoe Servo zou moeten klinken en handelen.
Servo houdt van zingen, en dan vooral als een Ierse tenor. In de film Mystery Science Theater 3000: The Movie bleek hij een grote ondergoedcollectie te bezitten. In aflevering 420 maakte hij een groot aantal duplicaten van zichzelf, die tot het einde van de serie regelmatig opdoken in de afleveringen. In de laatste aflevering bleek hij in totaal 517 dubbelgangers te hebben gemaakt. Hij blies ze echter allemaal op toen hij, Mike en Crow zich aan het voorbereiden waren op hun terugkeer op aarde.
Servo is wellicht ook de slimste van de robots. Hij maakt geregeld literaire en technische opmerkingen die het verstand van zijn mede-robots, evenals dat van Joel en Mike, ver te boven gaan. Hij probeert fysiek imponerend over te komen.

## Andere media
- Tom Servo verscheen in de Star Wars-parodie Troops als een droid.
- Servo had een cameo in de Futurama-aflevering "Raging Bender".

## Acteurs
Tom Servo werd aanvankelijk gespeeld door J. Elvis Weinstein. Kevin Murphy nam zowel het speelwerk als het stemwerk over begin seizoen 2.